# FC Martigues
Football Club de Martigues, được gọi là FC Martigues, là một câu lạc bộ bóng đá chuyên nghiệp của Pháp. Câu lạc bộ được thành lập vào năm 1921 và chơi bóng đá ở các giải khu vực cho đến đầu những năm 1970 khi họ được thăng hạng lên Giải hạng hai chuyên nghiệp.
Thành tựu lớn nhất của câu lạc bộ là chiến thắng thăng hạng lên hạng nhất năm 1993. Câu lạc bộ đã chơi trong ba mùa trong giải đấu cao nhất, cho đến khi nó xuống hạngLigue 2 vào năm 1996. Một nỗ lực thất bại để thăng hạng ngay lập tức đã được theo sau bởi sự xuống hạng đến Championnat National (cấp ba) vào năm 1998. Hai năm sau, câu lạc bộ đã giành được thăng hạng trở lại Giải hạng hai, nhưng chỉ duy trì ở cấp độ đó trong hai mùa.
Năm 2002, câu lạc bộ đã xuống hạng một lần nữa và sau một lần bỏ lỡ gần đây vào năm 2003, vấn đề tài chính đã khiến câu lạc bộ giải thể và tái lập ở Championnat de France Amateur. Họ đã kết thúc mùa giải 2006-2007 tại Championnat National với vị trí thứ 14. Họ đã xuống hạng CFA trong mùa 2007-2008 ở vị trí thứ 19 tại Championnat National.
Câu lạc bộ chơi tại Stade Francis Turcan, có sức chứa 11,500, ở Martigues. Đối thủ chính của họ là FC Istres.
Những cầu thủ nổi tiếng từng chơi cho FC Martigues bao gồm: Stéphane Pounewatchy, Ali Benarbia, Eric Cantona, Éric Di Meco, Noé Pamarot và Tomasz Frankowski.